# Wilhelm-Loth-Preis
Der Wilhelm-Loth-Preis ist ein von der Stadt Darmstadt vergebener Kunstpreis.
Die Auszeichnung, ursprünglich als Kunstpreis der Stadt Darmstadt bezeichnet, trägt seit 1995 den Namen des in Darmstadt geborenen Bildhauers Wilhelm Loth. Die erste Verleihung fand 1955 statt und erfolgte bis 2007 jährlich. Seitdem wird im Zweijahresturnus ein neuer Preisträger ernannt. Der Preis ist mit einem Geldbetrag in Höhe von 12.000 Euro (Stand 2012) dotiert und umfasst zudem eine Einzelausstellung, zu der ein Katalog herausgegeben wird. 

## Preisträger
| - 1955: Helmut Lortz und Wilhelm Loth - 1956: Arthur Fauser - 1957: Hans Mettel - 1958: Peter Steinforth - 1959: Ernst Hermanns - 1960: Hann Trier - 1961: HAP Grieshaber - 1962: Michael Croissant - 1963: Herbert Kitzel - 1964: Horst Janssen - 1965: Helga Föhl - 1966: Bernard Schultze - 1967: Antonio Segui - 1968: Jean Ipoustéguy - 1969: Werner Knaupp und Barbara Bredow - 1970: Dieter Krieg - 1971: Eberhard Schlotter - 1972: Lothar Fischer - 1973: Antonio López García - 1974: Jorge Castillo - 1975: Michael Schoenholtz - 1976: Peter Ackermann - 1977: Max G. Kaminski - 1978: Hector McDonnell - 1979: Klaus Fußmann - 1980: Richard Heß - 1981: Pierre Kröger - 1982: Boris Zaborov | - 1983: Wolfgang Bier - 1984: Roland Topor - 1985: Azade Köker - 1986: Jürgen Brodwolf - 1987: Isabel Quintanilla - 1988: Thomas Duttenhoefer - 1989: Magdalena Jetelová - 1990: Claudio Parmiggiani - 1991: Henk Visch - 1992: Jürgen Böttcher (Strawalde) - 1993: Rebecca Horn - 1994: Bruno Erdmann - 1995: Marie Jo Lafontaine - 1996: Olaf Metzel - 1997: Vera Röhm - 1998: Ottmar Hörl - 1999: Lutz Brockhaus - 2000: Annegret Soltau - 2001: Horst Haack - 2002: Johannes Grützke - 2003: Andreas Gursky - 2004: Matthias Will - 2005: Gerd Winter - 2007: Heribert C. Ottersbach - 2009/10: Harun Farocki - 2014 Gregor Schneider - 2018 Olaf Nicolai |